# Министерство национальной безопасности Туркменистана
Министерство национальной безопасности Туркменистана (туркм. Türkmenistanyň Milli howpsuzlyk ministrligi; до сентября 2002 года — Комитет национальной безопасности Туркменистана) — спецслужба Туркменистана. Является центральным органом исполнительной власти, осуществляющим установленные законодательством Туркменистана полномочия в области разведывательной и контрразведывательной деятельности, охраны государственной тайны, раскрытия, предупреждения и предотвращения преступлений.

## Штаб-квартира
10 декабря 2008 года в Ашхабаде было открыто новое административное здание Министерства национальной безопасности Туркменистана, новый офис МНБ органично дополнил комплекс сооружений этого ведомства, расположенный в историческом центре столицы.

## Министры КНБ/МНБ
Министры:
1. Копеков, Дангатар (март 1991 — январь 1992)
2. Оведжев, Аллашукур — (январь 1992 — май 1992)
3. Сеидов, Сапармурад — (май 1992 — февраль 1997)
4. Назаров, Мухаммед — (апрель 1997 — март 2002)
5. Бердыев, Поран — (май 2002 — сентябрь 2002)
6. Бусаков, Батыр — (сентябрь 2002 — ноябрь 2003)
7. Гумманов, Аннагельды Дурмушевич — (ноябрь 2003 — декабрь 2004)
8. Гельдымухаммед Аширмухаммедов — (декабрь 2004 — октябрь 2007)
9. Аманов, Чарымурад Какалиевич — (октябрь 2007 — март 2011)
10. Бердиев, Яйлым Ягмырович — (март 2011 — октябрь 2015)
11. Ходжабердиев, Гуйчгелди — (октябрь 2015 — март 2016)
12. Байрамов, Доврангельды Карьягдыевич — (март 2016 — июнь 2018)
13. Бердиев, Яйлым Ягмырович — (июнь 2018 — 12 февраля 2020[4])
14. Аннаев Гурбанмырат Какамырадович — (12 февраля 2020 — 3 февраля 2023[5])
15. Назар Атагараев (с 3 февраля 2023)[6]

C 30 января 2020 года министр национальной безопасности подчиняется вновь созданному посту Председателя Кабинета Министров Туркменистана по безопасности, военным и правовым вопросам. Зампредом по безопасности, военным и правовым вопросам является генерал-лейтенант полиции Аманов, Чарымурад Какалиевич.